# Place du Louvre
Place du Louvre je náměstí v Paříži v 1. obvodu. Je pojmenováno podle paláce Louvre.

## Historie
Na tomto místě se nacházel tábor Vikingů, kteří v roce 885 oblehli Paříž.
S výstavbou Louvru a rozvojem města byl prostor zastavěn městskými paláci, jako např. Petit-Bourbon.
Kvůli výstavbě kolonády Louvru a během Haussmannových přestaveb však bylo náměstí výrazně změněno.
Část náměstí před kolonádou Louvru se v letech 1806–1814 nazývala Place d'Iéna na počest bitvy u Jeny, která se odehrála 14. října 1806. V roce 1900 nesla název Place Saint-Germain-l'Auxerrois.

## Významné stavby
- kostel Saint-Germain-l'Auxerrois
- radnice 1. obvodu
- východní průčelí paláce Louvre – jeho kolonáda, oddělená od náměstí ulicí Rue de l'Amiral-de-Coligny
- dům č. 4: hlavní sídlo francouzského odboje od ledna do listopadu 1943